# Siseby Sogn
Siseby Sogn (på tysk Kirchspiel Sieseby) er et sogn i Svans i det østlige Sydslesvig, tidligere i Risby Herred (≈Svans Adelige Distrikt), fra 1853 Egernførde Herred, nu kommunerne Holttorp, Tumby, den sydlige del af Vindemark, den vestlige af Damp og den nordlige af Risby i Rendsborg-Egernførde Kreds i delstaten Slesvig-Holsten.
I Siseby Sogn findes flg. stednavne:
- Binebæk (Bienebek)
- Binebæk Mølle
- Boholm (Buchholz)
- Bommerlund
- Bogsryde eller Bogsrye (Bocksrüde)
- Bosby eller Bøsby (Bösby)
- Bosbymark
- Borntved (Börentwedt)
- Budved (Budwedt)
- Bøgeaa (Buchenau)
- Fuglsang (Vogelsang, dog uden Grønholt, som hører under Karby Sogn)
- Frueskov
- Guggelsby (også Gugelsby, Guckelsby)
- Grønlund (Grünlund)
- Hoheluft
- Holstoft (også Holstorp, Holtrup, Holzdorf)
- Krageryd (Krakery)
- Krisby eller Kriseby
- Kønsby
- Måslev el. Maaslev (Maasleben)
- Mariegård el. Mariegaard (Marienhof)
- Nydam (Neuteich)
- Oksehave
- Pommerby med Fuglsang Kro
- Pommerbyskov
- Pommerryd
- Siseby (Sieseby)
- Simmert (Zimmert)
- Snurom (Schnurrum)
- Stavn (Staun)
- Stemperyd
- Storskov (Großholz)
- Svartholm
- Svartstrøm el. Svastrum (Schwastrum)
- Søby (Söby)
- Sønsby (Sensby)
- Ulveskov
- Vestager
- Vejholt